# 샐러맨더 (전설)

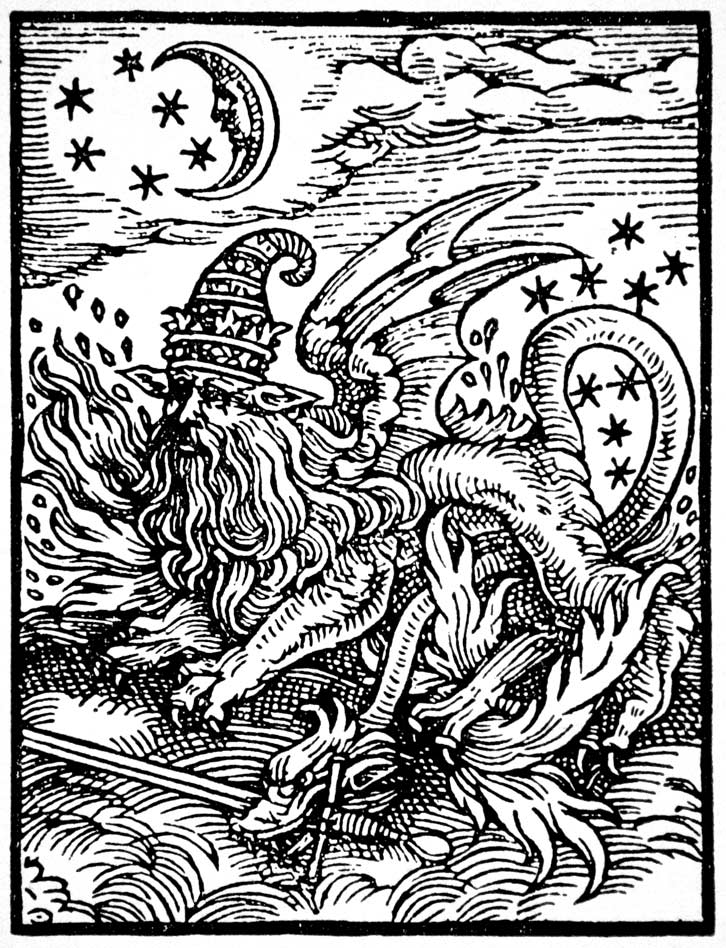
16세기 목판화.

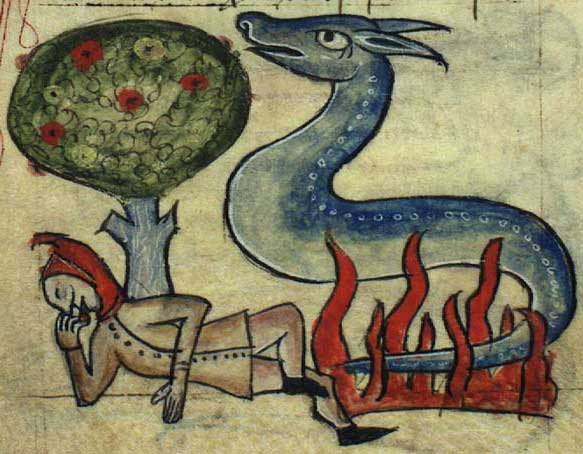
불 속의 샐러맨더

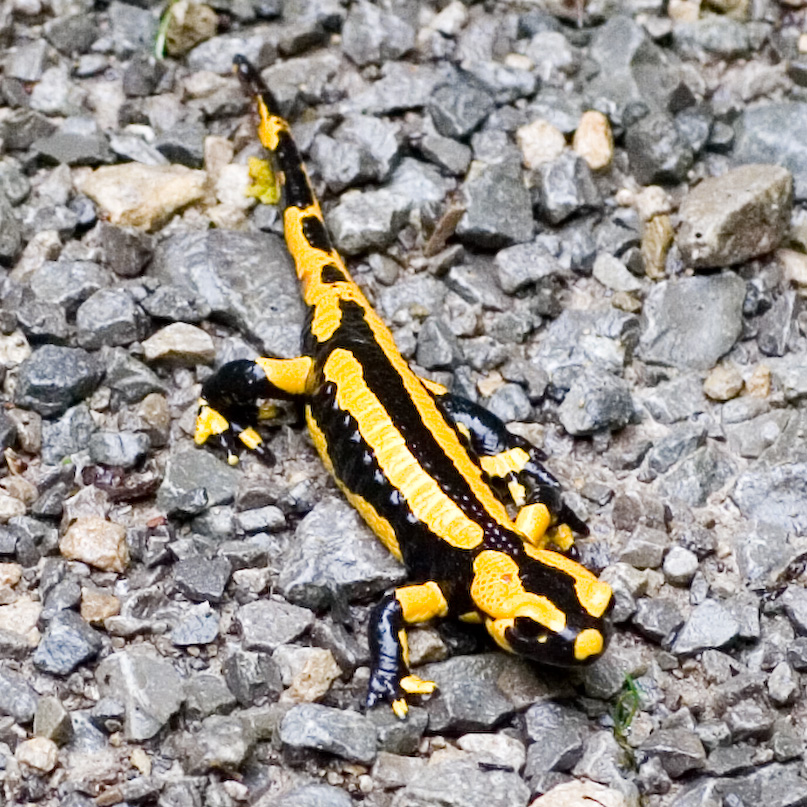
실제의 불도롱뇽.

샐러맨더(영어: salamander, 스페인어: salamandra, 프랑스어: salamandre, 이탈리아어: salamandra)는 유럽에 오래전부터 전해져온, 타오르는 불 속에서 산다는 상상의 동물이다. 불도마뱀이라 번역되기도 한다. 그러나 본래 샐러맨더란 도룡뇽을 가리키는 명칭이다. 고대 그리스나 로마에서는 도룡뇽이 몸이 건조해지지 않도록 피부에서 차가운 점액을 분비하여 수분 증발을 막는 특징을 가지고 있기 때문에 불꽃의 열을 방지할 수 있을뿐더러 타오르는 불꽃도 꺼버릴 수 있다고 믿었다. 로마 제국의 박물학자 대 플리니우스는 박물지에서 "샐러맨더를 불속에 던져넣으면 불이 얼음에 닿은 것처럼 금세 꺼져버린다"고 기록했다.
불꽃 속에서도 살 수 있는 샐러맨더는 중세 시대부터 르네상스 시대에 이르기까지 유럽에 널리 알려져 있었다. 더구나 샐러맨더는 불꽃 속에 살고 불을 호흡하며 불을 먹는 도마뱀의 일종으로, 불의 열로써 낡은 표피를 태워 없애고 새로운 피부를 재생시킬 수 있다는 말까지 나왔다. 그래서인지 그림을 보면 타오르는 불꽃 속에 도사리는 도마뱀 또는 드래곤의 형상으로 그려져 있다.
또한 12세기에 중앙 아시아에 기독교를 믿는 미지의 나라가 동로마 황제에게 보내졌다는 가짜 친서에도 샐러맨더에 대한 기록이 있다. 그것에 의하면 샐러맨더는 불 속에 살며 타지 않는 실로 누에고치를 만든다고 한다. 또한 이 누에고치에서 만든 실로 짠 옷을 세탁할 때는 물을 쓰지 않고 불꽃 속에 던져넣어야 한다고 씌어 있다. 불꽃 속에 던져넣으면 더러움이 깨끗하게 타서 없어지지만, 만약 물로 빨면 녹아서 없어진다는 것이다.
연금술사들은 불꽃 속에서 사는 샐러맨더의 모습으로 불을 나타내는 비밀 문자를 만들었다. 또한 샐러맨더는 불꽃에 의해 불순물을 태워 없애고 순수한 물질을 얻기 위한 정화나 불꽃으로 낡아진 육체를 불태워버리고 새로운 육체를 얻게 된다는 재생의 의미도 갖게 되었다.
17~18세기의 카발라나 장미십자회의 학자들은 세계의 4대 원소 중에서 불을 관장하는 정령이 샐러맨더라고 생각했다. 그들은 샐러맨더가 순수한 불꽃만으로 구성된 완전한 정령이라 믿었으며, 지식이나 정절과 같은 덕을 연금술사에게 부여하기 위해서만 지상에 나타난다고 생각했다.
가톨릭교회에서는 샐러맨더를 육체를 압박하는 욕망(불꽃)에 견디는 인내의 상징으로 보았다. 또한 성별이 없다고 여겨졌기 때문에 부정을 저지르지 않는 정숙함의 상징으로도 쓰였다. 이같이 샐러맨더는 신비한 동물에서 미덕을 상징하는 동물로 바뀌었다.
이렇듯 샐러맨더에 대한 전설은 중세까지 엄연한 사실로 받아들여진 것으로 보인다. 레오나르도 다 빈치도 샐러맨더는 불 속에서 죽지 않는다는 글을 남겼다.
하지만 현대에 와서 불꽃 속에서 산다는 도마뱀의 전설을 믿지 않게 되면서, 샐러맨더라는 명칭은 도룡뇽을 가리키는 경우가 일반적이다.

## 같이 보기
- 게리맨더링